# Kodi Smit-McPhee

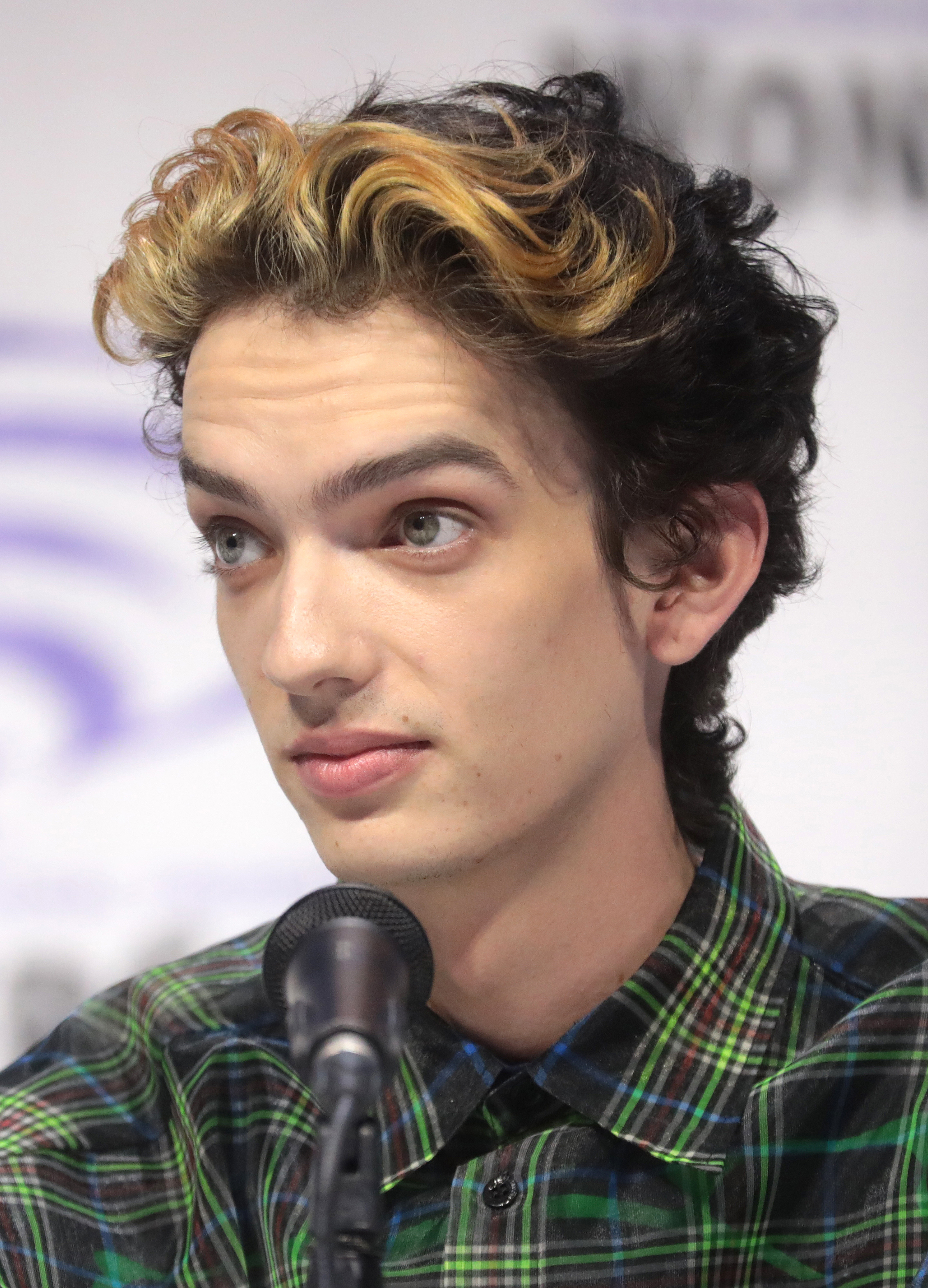
Kodi Smit-McPhee (2019)

Kodi Smit-McPhee (* 13. Juni 1996 in Adelaide) ist ein australischer Schauspieler.

## Biografie
Kodi Smit-McPhee stammt aus einer Schauspielerfamilie; sein Vater Andy McPhee (bekannt aus December Boys) und seine Schwester Sianoa Smit-McPhee sind ebenfalls als Schauspieler tätig.
Smit-McPhee wurde vor allem durch seine Rollen in Unter der Sonne Australiens an der Seite von Eric Bana und Franka Potente und in The Road mit Viggo Mortensen bekannt. Für beide Rollen erhielt er gute Kritiken. Es folgte neben Chloë Grace Moretz und Richard Jenkins die Hauptrolle des Owen im Horrorfilm Let Me In, einer Neuverfilmung des schwedischen Films So finster die Nacht.
Im September 2010 wurde Kodi Smit-McPhee in der Kategorie „Breakout Performance – Male“ für seine Leistung in The Road für den Scream Award nominiert. Im Dezember 2010 wurde Smit-McPhee erneut für einen Critics’ Choice Movie Award in der Kategorie „Bester Jungdarsteller“ nominiert, neben seiner Kollegin Chloë Moretz für Let Me In. Neben ihm waren auch Jennifer Lawrence und Elle Fanning nominiert. True Grit-Darstellerin Hailee Steinfeld erhielt jedoch den Award. 2013 spielte er in einer neuen Verfilmung von William Shakespeares Romeo und Julia die Rolle des Benvolio, Romeos Cousin. Im Februar 2015 wurde er für die Rolle des Superhelden Nightcrawler im achten Teil der X-Men-Filmreihe, X-Men: Apocalypse, verpflichtet.
Hiernach war Smit-McPhee in Hauptrollen in den Filmen Alpha, 2067 – Kampf um die Zukunft und The Power of the Dog zu sehen. Für letztgenannten Film wurde er im Jahr 2022 mit dem Golden Globe Award als Bester Nebendarsteller ausgezeichnet und erhielt eine Oscar-Nominierung als bester Nebendarsteller. Im Film Elvis von Baz Luhrmann, der im Mai 2022 bei den Filmfestspielen in Cannes seine Premiere feierte, spielt er den Musiker Jimmie Rodgers Snow.
Ende Juni 2022 wurde Smit-McPhee ein Mitglied der Academy of Motion Picture Arts and Sciences.

## Filmografie (Auswahl)
- 2005: Ausgecheckt (Stranded)

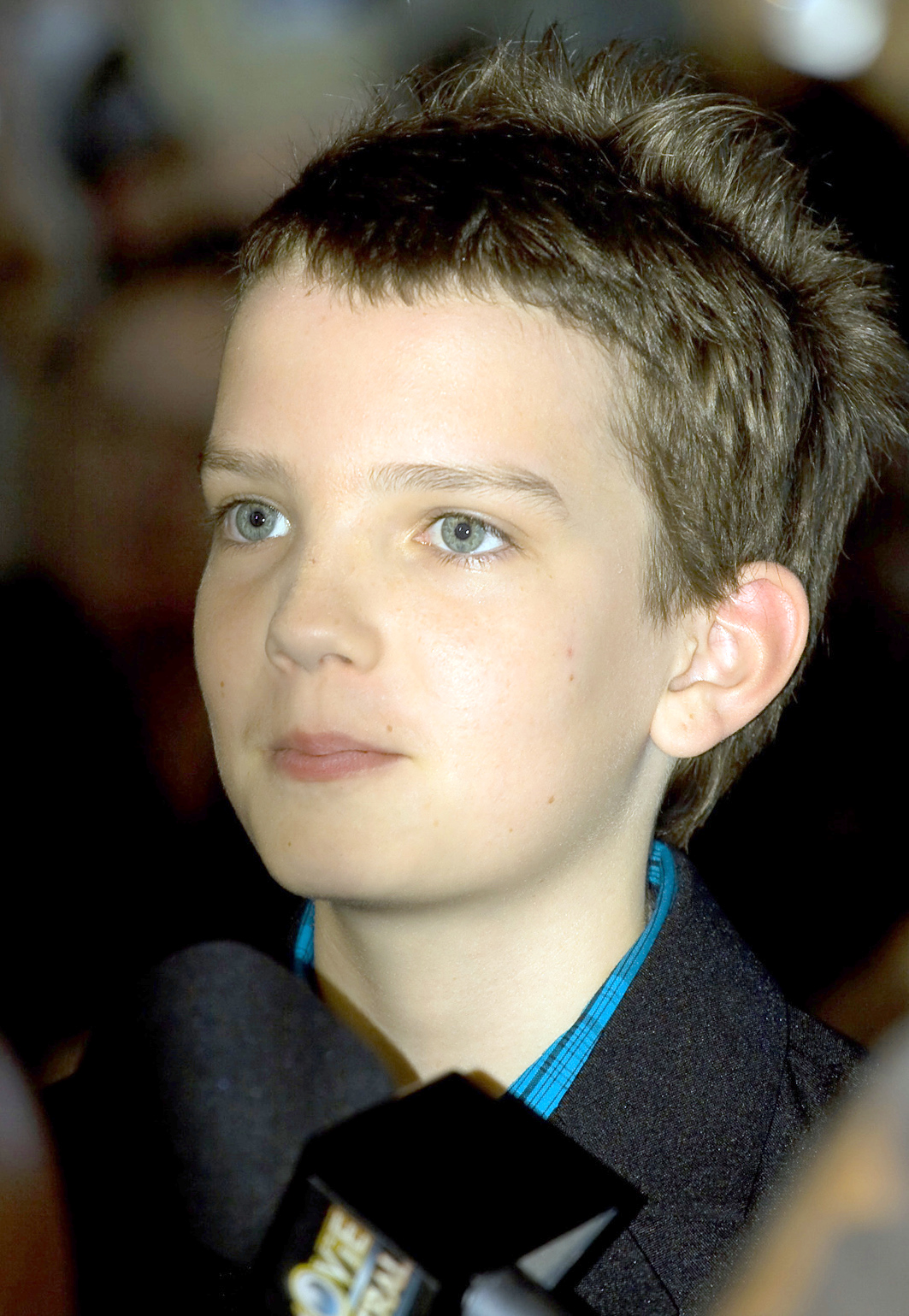
Kodi Smit-McPhee auf dem Toronto International Film Festival 2009

- 2007: Unter der Sonne Australiens (Romulus, My Father)
- 2009: The Road
- 2010: Let Me In
- 2010: Hoffnungslos glücklich – Jeder Tag ist ein Geschenk (Matching Jack)
- 2012: Dead Europe
- 2012: ParaNorman (Stimme der Titelfigur)
- 2013: A Birder’s Guide to Everything
- 2013: The Congress
- 2013: Romeo und Julia (Romeo and Juliet)
- 2014: Planet der Affen: Revolution (Dawn of the Planet of the Apes)
- 2014: Young Ones
- 2014: All the Wilderness
- 2015: Slow West
- 2016: X-Men: Apocalypse
- 2018: Deadpool 2
- 2018: Alpha
- 2019: X-Men: Dark Phoenix (Dark Phoenix)
- 2019: Dolemite Is My Name
- 2020: 2067 – Kampf um die Zukunft (2067)
- 2020: Interrogation (Fernsehserie, 10 Folgen)
- 2021: The Power of the Dog
- 2022: Elvis
- 2024: Memoir of a Snail (Stimme)
- 2024: Disclaimer (Miniserie)
- 2024: Maria

## Auszeichnungen
Kodi Smit-McPhee erhielt mehrere Preise und Nominierungen:
- 2007: Auszeichnung als bester Jungschauspieler, Australian Film Institute, für Unter der Sonne Australiens
- 2007: Nominierung als bester Hauptdarsteller, Australian Film Institute, für Unter der Sonne Australiens
- 2008: Special Achievement Award, Film Critics Circle of Australian Award, für Unter der Sonne Australiens
- 2008: Nominierung Film Critics Circle of Australian Award, bester Nebendarsteller, für Unter der Sonne Australiens
- 2009: Nominierung Young Artist Award, bester Hauptdarsteller, für Unter der Sonne Australiens
- 2010: Nominierung Critics’ Choice Movie Award, bester Jungschauspieler, für The Road
- 2010: Nominierung Saturn Award, bester Jungschauspieler, für The Road
- 2010: Nominierung Scream Award, Breakout Performance – Male, für The Road
- 2011: Nominierung Critics’ Choice Movie Award, Best Young Actor/Actress, für Let Me In
- 2011: Nominierung Saturn Award, Best Performance by a Younger Actor, für Let Me In
- 2022: Golden Globe Award, bester Nebendarsteller, für The Power of the Dog
- 2022: Nominierung Critics’ Choice Movie Award, bester Nebendarsteller, für The Power of the Dog
- 2022: Nominierung British Academy Film Award, Rising Star Award[5]
- 2022: Nominierung British Academy Film Award, Bester Nebendarsteller, für The Power of the Dog
- 2022: Oscar-Nominierung, Bester Nebendarsteller, für The Power of the Dog
- 2022: New York Film Critics Circle Award, Bester Nebendarsteller, für The Power of the Dog[6]
- 2022: Satellite Award: Auszeichnung als Bester Nebendarsteller für The Power of the Dog